# Milnacipran
Milnacipran – organiczny związek chemiczny, lek przeciwdepresyjny o niewielkiej kardiotoksyczności w porównaniu z innymi preparatami tej grupy terapeutycznej. Pochodna cyklopropanu, niewybiórczy inhibitor zwrotnego wychwytu monoamin (głównie serotoniny i noradrenaliny). Nie wykazuje powinowactwa do receptorów α1, α2, β, muskarynowych, histaminowych H1, dopaminergicznych D2, serotoninergicznych 5-HT1, 5-HT2, ani benzodiazepinowych.

## Preparaty
Ixel® kaps. 0,025 g i 0,05 g.